# Hudyn Irodao
Hudyn Irodao (Honiara, 29 de octubre de 2002) es un futbolista salomonense que juega en la demarcación de delantero para el Central Coast FC de la S-League.

## Selección nacional
Tras jugar en las categorías inferiores de la selección, finalmente hizo su debut con la selección de fútbol de Islas Salomón el 18 de junio de 2024 en un encuentro de la Copa de las Naciones de la OFC 2024 contra Nueva Zelanda que finalizó con un resultado de 3-0 a favor del combinado neozelandés tras el gol de Kosta Barbarouses y un doblete de Ben Waine.

## Clubes
| Club             | País          | Año   | Partidos | Goles |
| ---------------- | ------------- | ----- | -------- | ----- |
| Central Coast FC | Islas Salomón | 2022- | 15+      | 4+    |